# Harold Goodwin (Schauspieler, 1917)
Harold Goodwin (* 22. Oktober 1917 in Wombwell, England; † 3. Juni 2004 ebenda) war ein britischer Schauspieler.

## Vita
Goodwin erlernte die Schauspielerei an der Royal Academy of Dramatic Art und war drei Jahre nebenbei ein Bühnenschauspieler in einem Theater in Liverpool. Später ging Goodwin zum Film und spielte zwischen 1950 und 1960 in vielen Rollen als Soldat in niedrigen Rängen. Bekannt wurde er durch die Filme Die Brücke am Kwai und Der längste Tag. Aber auch in TV-Serien war Goodwin zu finden. Sein Schaffen umfasst mehr als 180 Produktionen, zuletzt trat er schauspielerisch 1992 in Erscheinung.

## Filmografie (Auswahl)
- 1951: Der Mann im weißen Anzug (The Man in the White Suit)
- 1952: Erpresserin (The Last Page)
- 1953: Der große Atlantik (The Cruel Sea)
- 1955: Mai 1943 – Die Zerstörung der Talsperren (The Dam Busters)
- 1955: Ladykillers
- 1956: Zarak Khan (Zarak)
- 1957: Die Brücke am Kwai (The Bridge on the River Kwai)
- 1957: Kapitän Seekrank (Barnacle Bill)
- 1958: Herzlich willkommen im Kittchen (Law and Disorder)
- 1962: Der längste Tag (The Longest Day)
- 1965: Das Grauen auf Schloß Witley (Die, Monster, Die!)
- 1967–1968: Der Mann mit dem Koffer (Man in a Suitcase) (Fernsehserie, 2 Folgen)
- 1990: Coronation Street (letzter Auftritt)
- 1992: One Foot in the Grave